# 细基丸
细基丸（学名：Polyalthia cerasoides）为番荔枝科暗罗属的植物。分布于泰国、印度、柬埔寨、缅甸、老挝、越南以及中国大陆的云南、广东等地，生长于海拔120米至1,100米的地区，多生长于丘陵山地或低海拔的山地疏林中，目前尚未由人工引种栽培。

## 别名
老人皮树（海南儋县、临高、澄迈）；暗香（海南崖县）；雄足号（海南白沙）；老人皮（海南那大）；山芭蕉（海南吊罗山）；红英（海南尖峰岭）；黄肖（海南霸王岭）